# Șapte băieți și o ștrengăriță
Șapte băieți și o ștrengăriță (în franceză Sept hommes et une garce) este un film de aventuri franco-italo-român din 1967, regizat de Bernard Borderie și Petre „Pitt” Popescu. El a fost realizat de Studioul Cinematografic București în colaborare cu Franco-London Film (Franța).
Film istoric de aventuri în registru comic, cu acțiunea în Italia, în timpul primelor campanii napoleoniene de la începutul secolului al XIX-lea. Rătăciți de restul regimentului, șapte soldați francezi ajutați de o fermecătoare fiică de nobil italian reușesc să saboteze planurile armatei austriece. Rolurile principale sunt interpretate de actorii Jean Marais, Sydney Chaplin, Marilù Tolo, Florin Piersic, Guy Bedos, Jean Lorin Florescu și Ettore Manni.
El se află pe locul 9 în topul celor mai vizionate film românești din toate timpurile după cum atestă un comunicat din 2006 al Uniunii Autorilor și Realizatorilor de Film din România.

## Rezumat
Armata franceză condusă de generalul Napoleon Bonaparte a trecut în Italia prin Pasul Saint-Bernard și a învins armata austriacă. Marele conducător de oști a hotărât să-i urmărească pe austrieci până la Viena. În timpul discursului generalului, căpitanii Dorgeval (Jean Marais) și Duprat (Sydney Chaplin), doi grenadieri rivali în război și în dragoste, se bat între ei, fiecare acuzându-l pe celălalt că i-a furat iubita.
Sătulă de austriecii sobri și plicticoși, frumoasa Carlotta (Marilù Tolo), fiica unui conte italian, refuză să-și părăsească castelul la apropierea trupelor generalului Bonaparte, considerând că francezii sunt mai amuzanți. Dornici de distracții și de aventuri amoroase, Dorgeval și Duprat își părăsesc unitatea și se duc la castel unde sunt îmbătați de Carlotta și de cele două slujnice ale sale, Livia (Aimée Iacobescu) și Monica (Sylvie Bréal). Acolo sosește și Franguignon (Florin Piersic) care avea întâlnire cu cantiniera (Joëlle Bernard); și el este îmbătat de cele trei italience. Între timp, batalionul condus de colonelul Laforêt (Philippe Lemaire) părăsește localitatea, ca urmare a unui contraatac austriac. Sergentul Latouche (Guy Bedos) se duce să-i anunțe pe căpitani de plecarea batalionului, dar este lovit în cap. Cei patru militari francezi sunt luați prizonieri și închiși de italience în pivnița unde se afla puțul castelului.
Scăpați din pivniță, militarii francezi o iau pe Carlotta ca ostatică și vor să o ducă în unitate pentru a fi judecată de Consiliul de Război. Batalionul părăsise însă localitatea, iar cei patru francezi, împreună cu tânărul toboșar Silvio (Șerban Cantacuzino), rătăcit și el, fug pentru a nu fi linșați de țărani. Ei sunt salvați de Carlotta care se oferă să-i ducă cu o căruță la batalionul lor. Convoiului i se alătură pe drum alți doi francezi rătăciți: Pastagnac zis „Aristocratul” (Jean Lorin Florescu) și Cabrol (Serge Ayala).
Nemulțumită că ar putea fi părăsită după ce grenadierii își vor regăsi batalionul, Carlotta dezleagă căruța care cade de pe stânci și se sfarmă. Cei șapte scapă cu viață și vor să o pedepsească, dar trecerea prin apropiere a unui grupe de militari austrieci le schimbă planurile. Cu ajutorul Carlottei, francezii reușesc să-i lege pe austrieci și să le fure caii. În șaua unui cal ei găsesc o scrisoare de la un general către un regiment croat căruia îi ordonă să ia munițiile depozitate la Cento pentru ambuscada care va distruge Regimentul 25.
Pentru a afla unde va avea loc ambuscada, francezii pun la cale un plan de a pătrunde în fortăreața Cento: Carlotta se îmbracă în ofițer austriac și îi duce legați după ea pe cei șapte militari francezi. Duprat și Latouche sunt însă luați de căpitanul austriac von Stitz (Ettore Manni) pentru a fi interogați; ei sunt închiși în turnul unde se afla pulberăria. Pătrunși în fortăreața Cento, francezii aruncă în aer pulberăria și îl iau ca ostatic pe colonelul von Schlering (Dem Rădulescu), de la care află că ambuscada va avea loc la podul Saint-Bernard. Francezii vor să ajungă acolo pentru a-și anunța camarazii, dar sunt prinși de austrieci și condamnați la moarte. Carlotta adună însă femeile din oraș și reușește să-i elibereze.
Cei șapte grenadieri fug și ajung în cele din urmă la podul Saint-Bernard. Latouche este trimis să-l anunțe pe colonelul Laforêt că francezii sunt așteptați de un batalion austriac înarmat cu tunuri, care urmează să-i atace la trecerea podului; colonelul nu-l crede și îi consideră dezertori pe cei șapte grenadieri. Printr-o stratagemă (Carlotta se dezbracă în pielea goală și face baie în râu sub ochii militarilor austrieci), francezii sabotează tunurile inamicilor și fură două butoaie cu pulbere cu care aruncă în aer podul. Lupta începe, iar Dorgeval și Duprat realizează mari fapte de vitejie, fiind lăudați de generalul Bonaparte. Austriecii sunt luați prizonieri. Carlotta decide să urmeze batalionul francez pe post de cantinieră, spre încântarea celor doi căpitani.

## Distribuție
- Jean Marais — căpitanul Dorgeval
- Sydney Chaplin — căpitanul Duprat (menționat Sidney Chaplin)
- Marilù Tolo — Carlotta, fiica unui conte italian
- Florin Piersic — Franguignon
- Guy Bedos — sergentul Latouche
- Jean Lorin Florescu — Pastagnac zis „Aristocratul”
- Philippe Lemaire — colonelul Laforêt, comandantul batalionului
- Șerban Cantacuzino — Silvio, toboșarul batalionului
- Joëlle Bernard — cantiniera
- Aimée Iacobescu — Livia, servitoarea Carlottei
- Sylvie Bréal — Monica, servitoarea Carlottei
- Dem Rădulescu — colonelul von Schlering
- Franz Keller (menționat Frantz Keller)
- Serge Ayala — Cabrol
- Nicolae Secăreanu — contele italian, tatăl Carlottei
- Guy Delorme
- Henri Guégan — soldat austriac (menționat Henry Guegan)
- Florin Scărlătescu — preotul italian
- Jacques Lenoire
- Marcel Gallon
- Ettore Manni — căpitanul austriac von Stitz
- Nucu Păunescu — hangiul
- Sebastian Radovici
- Arcadie Donos

### Dublaj de voce (în limba română)
- Adela Mărculescu — Carlotta
- Matei Alexandru — Dorgeval
- Ștefan Tapalagă — Latouche
- George Oancea — Duprat
- Dinu Lucian — colonelul Laforêt
- Ileana Sandu
- Sabin Făgărășanu (nemenționat) — Cabrol

## Producție
Scenariul filmului a fost scris de Mireille de Tissot, adaptarea fiind realizată de Bernard Borderie, Mireille de Tissot și Gérald Devriès. Dialogurile au fost scrise de Cécil Saint-Laurent, traducerea și adaptarea lor pentru varianta românească fiind realizate de Alexandru Struțeanu.
Reprezentanții companiei franceze Franco-London Film (Henry Deutschmeister, Hélène Dassonville și Pierre Cabaud) au încheiat la 2 iulie 1965 un acord de coproducție cu Studioul Cinematografic București. Filmul avea denumirea provizorie „Les Déguenilles”/„Zdrențăroșii” și urma a fi realizat de regizorul francez Christian Jaque. Dintr-un motiv necunoscut, Bernard Borderie a fost desemnat la 12 decembrie 1965 ca regizor al filmului.
Filmările au avut loc în perioada 1 iulie - 1 octombrie 1966, fiind realizate cu concursul Ministerului Afacerilor Interne al Republicii Socialiste România, acest lucru fiind menționat pe genericul de final. Filmul a fost regizat de Bernard Borderie, iar regizor din partea română a fost Petre „Pitt” Popescu (menționat ca „réalisateur-adjoint"). Cadrele exterioare au fost filmate la Cheile Turzii, Florești, Brașov, Tureni, Mogoșoaia și Buftea, iar cele interioare la Buftea.
Filmul a fost realizat pe peliculă în culori de 35 mm, prelucrată prin procedeul Eastmancolor și în formatul Techniscope (2,35:1) apropiat de CinemaScope. Complexitatea filmului a impus prezența mai multor regizori secunzi: Paul Nuyttens (regizor asistent al echipei a II-a), Anastasia Anghel, Tony Aboyantz și Edith Mandel (regizori asistenți primi). Șefi de producție au fost Alfonso Diez, Nae Alexandru, Ion Schihar și Sideriu Aurian. Coafurile au fost realizate de Elena Mușat, iar ca machiori au lucrat Aurelia Ion și Billie Bonnard. Efectele pirotehnice au fost coordonate de ing. N. Daraban, iar maistru de lupte a fost Henri Guégan (creditat Henry Guegan).
Vocile interpreților principali Jean Marais, Marilù Tolo, Sydney Chaplin, Guy Bedos, Philippe Lemaire și Serge Ayala au fost dublate în varianta română de actorii Matei Alexandru, Adela Mărculescu, George Oancea, Ștefan Tapalagă, Dinu Lucian și Sabin Făgărășanu.
Florin Piersic a afirmat că actorul francez Jean Marais, care era homosexual, i-a făcut într-o ocazie avansuri sexuale. Invitat în februarie 2005 la emisiunea „Miezul problemei” moderată de Mădălin Ionescu la Național TV, actorul român a povestit cu umor că în timpul filmărilor alături de Jean Marais avea tendința să își acopere permanent fundul cu mâinile pentru a evita un „incident nedorit”.
Copia standard a filmului a fost finalizată în decembrie 1966. Cheltuielile de producție ale părții române s-au ridicat la 6.940.000 lei.  Lansarea filmului în Franța a avut loc la 31 mai 1967, premiera în cinematografele românești fiind realizată abia la 26 iunie 1967. Difuzarea mondială a filmului (versiunea franceză și engleză) a fost preluată în iulie 1968 de firma canadiană „Paris-Montreal Distribution”.

## Recepție
Filmul Șapte băieți și o ștrengăriță a avut parte de un mare succes de public la cinematografele din România, fiind vizionat de 7.547.339 de spectatori, după cum atestă o situație a numărului de spectatori înregistrat de filmele românești de la data premierei și până la data de 31.12.2007 alcătuită de Centrul Național al Cinematografiei. El a fost relansat la 2 februarie 2001, fiind vizionat de încă 30.964 spectatori. Șapte băieți și o ștrengăriță se află astfel pe locul 9 în topul celor mai vizionate film românești din toate timpurile după cum atestă un comunicat din 2006 al Uniunii Autorilor și Realizatorilor de Film din România.
În „Istoria filmului românesc (1897-2000)”, criticul Călin Căliman afirma că Șapte băieți și o ștrengăriță este o comedie lejeră. Această opinie este susținută și de jurnalistul Cristian Tudor Popescu, doctor în cinematografie și profesor asociat la UNATC, care considera acest film drept o comedie ușoară, mai mult sau mai puțin muzicală.
Criticul Tudor Caranfil a dat filmului o stea din cinci și a făcut următorul comentariu: „Aventurile unor grenadieri napoleonieni încartiruiți în coasta unui sat italienesc plin de fete istețe. Dintre ele, Carlotta («ștrengărița Tolo!») e gata-gata să le vină de hac la patru-cinci, mă rog, câți «băieți» i se împleticesc în fuste, iar când aceștia aleargă după ea s-o pedepsească, ba le arată limba, ba își dezvăluie coapsele îmbietoare, ba râde ciripitor, salvându-se ghiduș, și ciclul e reluat din episod în episod, până ce devine chiar «armă secretă», provocând prin nudul ei apetisant, deruta și înfrângerea austriecilor. Registrul vedetei, frumusețe decorativă, fără har, e limitat la exhibarea nurilor, dar actorii români au prezențe amuzante.”
Analizând acest film, Andrei Gorzo a catalogat Șapte băieți și o ștrengăriță drept „o comedie erotică și de aventuri”, un film „debil și libidinos, o aberație, dar măcar e o «aberație de libertate»”. Criticul s-a declarat surprins că România socialistă s-a putut asocia în 1966 la „depravarea asta franțuzească”, în care actrița Marilù Tolo făcea baie goală din cinci în cinci minute, iar Jean Marais intra în fiecare încăpere cu sabia scoasă și râdea voinicește. Surpriza este cu atât mai mare cu cât actorii români au intrat și ei în acțiune, Florin Piersic punctând atât la proba de actorie, cât și la „proba de sărutat gagici golașe”. Potrivit lui Gorzo, succesul filmului s-a datorat faptului că a oferit spectatorilor români o senzație de libertate, oferindu-le falsa impresie că „în România e la fel de bine ca în orice altă țară”.